# CS-500
La CS-500 (Carretera Secundària 500) és una carretera de la Xarxa de Carreteres d'Andorra, que comunica la CG-5, amb Puiol del Piu. També és anomenada Carretera de Puiol del Piu.
Segons la codificació de carreteres d'Andorra aquesta carretera correspon a una Carretera Secundària, és a dir, aquelles carreteres què comuniquen una Carretera General amb un poble o zona.
Aquesta carretera és d'ús local ja què només l'utilitzen los veïns de les poblacions que recorre.
La carretera té en total 0,3 quilòmetres de recorregut.

## Història, antiga CS-411
Fins a l'any 2007 aquesta carretera era anomenada com a CS-411, a partir d'aquest any es va reanomenar com a CS-500, lo nom actual. L'antiga CS-411 i l'actual CS-500 tenen lo mateix recorregut, l'únic que van canviar va ser lo nom.

## Obres a la CS-500
Entre el mes de juny de 2013, quan comencen les obres i el mes de setembre de 2013, quan finalitzen, es van realitzar unes obres finançades pel Govern d'Andorra d'un cost de 172.347 € a la carretera CS-500 què és la carretera que travessa el poble. Les obres van anar a càrrec de Euroconsutl,S.A.

## Recorregut
- CG-5
- Puiol del Piu

| Tipus de Sortida | Direcció de la sortida | Carretera que hi enllaça | Qm  |
| ---------------- | ---------------------- | ------------------------ | --- |
| CS-500           | Sortida                | CG-5                     | 0   |
|                  | Puiol del Piu          | Carrer                   | 0,3 |